# 板谷利雄
板谷利雄（いたや としお、1935年7月11日 - 2012年1月22日）は、日本の政治家、元地方公務員。北海道長沼町長（1988年 - 2008年）。旭日小綬章受章。位階は従五位。

## 経歴・人物
北海道夕張郡長沼町出身。札幌文科専門学院（現札幌学院大学）法科を経て、1952年札幌短期大学商業科卒。
1952年北海道長沼町役場に入庁。同町議会事務局長、同総務課長などを歴任。1979年同収入役。その後、自由民主党の北修二秘書。1988年長沼町長選挙に出馬し初当選。以後、連続5期当選。2008年勇退した。
この他、長沼町グリーン・ツーリズム推進協議会会長も務めた。
2012年1月22日に急性肺炎のため76歳で死去。

## エピソード
1988年の町長選挙ではかつて秘書を務めた北修二らの支援を受けたが、同党の内部分裂により同じ自由民主党より対立候補者が選ばれ、1989年に第15回参議院議員通常選挙もあって保守分裂による代理戦争の様相を呈したという。

## 栄典
- 旭日小綬章（2009年）
- 従五位 (2012年)[2]